# Bitwa pod Tapsus
Bitwa pod Tapsus – starcie zbrojne, które miało miejsce w roku 46 p.n.e. między wojskami Cezara i zwolenników Pompejusza.
W maju 46 p.n.e. siły Cezara w Afryce zostały wzmocnione kolejną grupą wojsk posiłkowych, z którymi wódz Rzymian podążył w rejon miejscowości Tapsus. W ślad za Cezarem podążyły główne siły pompejańczyków pod wodzą Scypiona Metellusa Nazyki. Cezarianie przygotowali się do obrony budując umocnienia polowe w poprzek pobliskiej laguny. Wojska Scypiona wzmocnione silami króla Numidów Juby otoczyły tymczasem cezarian budując fortyfikacje wokół jego stanowisk. 
Dnia 6 kwietnia wojska pompejańczyków ustawiły się do bitwy, rozstawiając słonie bojowe, łuczników i procarzy na obu skrzydłach. Naprzeciwko tej armii Cezar ustawił potrójny szyk bojowy. Atak rozpoczęły wojska prawego skrzydła cezarian, które wbrew rozkazom uderzyły na wroga, spychając go w kierunku fortyfikacji. Przerażone słonie uciekając, tratowały szeregi wojsk pompejańczyków.  Równocześnie Cezar poprowadził osobiście resztę wojska z centrum, ścigając wycofujące się oddziały Scypiona. 
Po drodze wojska Cezara zdobyły obóz Juby, a kapitulujących przed nim pompejańczyków bez pardonu zabijano. W wyniku rzezi śmierć poniosło 10 000 pompejańczyków, straty Cezara miały wynieść zaledwie 50 ludzi. Resztki wojsk Scypiona zbiegły do Hiszpanii pod rozkazy Gnejusza i Sekstusa Pompejuszów, a on sam doścignięty podczas pościgu przez wojska Cezara, straciwszy nadzieje na zwycięstwo popełnił samobójstwo. Podobny los zgotowali sobie Juba I i goszczący go Marek Petrejusz. Wzięty do niewoli przez cezarian Faustus Korneliusz Sulla, syn byłego dyktatora Republiki Rzymskiej, został z rozkazu Cezara zamordowany. 
Po uporządkowaniu spraw w Afryce, w lipcu 46 p.n.e. Cezar powrócił do Rzymu. 